# مايك كارول
مايك كارول (بالإنجليزية: Mike Carroll)‏ هو متزلج لوحي أمريكي، ولد في 24 أغسطس 1975 في سان فرانسيسكو في الولايات المتحدة.